# Tênis de mesa nos Jogos Pan-Americanos de 2011
O tênis de mesa nos Jogos Pan-Americanos de 2011 foi disputado no Domo do CODE em Guadalajara, no México. Foram realizados os torneios individual e por equipes masculino e feminino entre 15 e 20 de outubro.

## Calendário
| Outubro       | 13 | 14 | 15 | 16 | 17 | 18 | 19 | 20 | 21 | 22 | 23 | 24 | 25 | 26 | 27 | 28 | 29 | 30 |
| ------------- | -- | -- | -- | -- | -- | -- | -- | -- | -- | -- | -- | -- | -- | -- | -- | -- | -- | -- |
| Tênis de mesa |    |    |    |    | 2  |    |    | 2  |    |    |    |    |    |    |    |    |    |    |

|  | Dia de competição |  | Dia de final |

## Países participantes
Abaixo, a quantidade de atletas enviados por cada país, de acordo com o evento.
| CON                      | Masculino  | Masculino | Feminino   | Feminino | Total |
| CON                      | Individual | Equipes   | Individual | Equipes  | Total |
| ------------------------ | ---------- | --------- | ---------- | -------- | ----- |
| ARG Argentina            | 3          | X         |            |          | 3     |
| BRA Brasil               | 3          | X         | 3          | X        | 6     |
| CAN Canadá               | 3          | X         | 3          | X        | 6     |
| CHI Chile                | 3          | X         | 3          | X        | 6     |
| COL Colômbia             | 1          |           | 3          | X        | 4     |
| CUB Cuba                 | 3          | X         | 3          | X        | 6     |
| DOM República Dominicana | 3          | X         | 3          | X        | 6     |
| ECU Equador              | 3          | X         |            |          | 3     |
| ESA El Salvador          | 3          | X         | 3          | X        | 6     |
| GUA Guatemala            | 3          | X         | 3          | X        | 6     |
| MEX México               | 3          | X         | 3          | X        | 6     |
| PAR Paraguai             | 1          |           |            |          | 1     |
| PER Peru                 | 1          |           | 3          | X        | 4     |
| PUR Porto Rico           |            |           | 3          |          | 3     |
| TRI Trinidad e Tobago    | 1          |           | 1          |          | 2     |
| USA Estados Unidos       | 3          | X         | 3          | X        | 6     |
| VEN Venezuela            | 3          | X         | 3          | X        | 6     |
| Total: 17 CONs           | 40         | 12        | 40         | 12       | 80    |

## Medalhistas
Masculino
| Evento              | Ouro                                                  | Prata                                              | Bronze                                                                                               |
| ------------------- | ----------------------------------------------------- | -------------------------------------------------- | --- |
| Individual detalhes | Liu Song ARG Argentina                                | Marcos Madrid MEX México                           | Alberto Mino ECU Equador Lin Ju DOM República Dominicana                                             |
| Equipes detalhes    | Hugo Hoyama Thiago Monteiro Gustavo Tsuboi BRA Brasil | Gastón Alto Liu Song Pablo Tabachnik ARG Argentina | Jorge Campos Pavel Oxamendi Andy Pereira CUB Cuba Marcos Madrid Guillermo Muñoz Jude Okoh MEX México |

Feminino
| Evento              | Ouro                                                     | Prata                                                      | Bronze                                                                                                   |
| ------------------- | -------------------------------------------------------- | ---------------------------------------------------------- | --- |
| Individual detalhes | Zhang Mo CAN Canadá                                      | Wu Xue DOM República Dominicana                            | Ariel Hsing USA Estados Unidos Lily Zhang USA Estados Unidos                                             |
| Equipes detalhes    | Eva Brito Johenny Valdez Wu Xue DOM República Dominicana | Ruaida Ezzeddine Luisana Pérez Fabiola Ramos VEN Venezuela | Johana Araque Paula Medina Luisa Zuluaga COL Colômbia Ariel Hsing Erica Wu Lily Zhang USA Estados Unidos |

## Quadro de medalhas
| Ordem | País                     | Medalha de ouro | Medalha de prata | Medalha de bronze |    |
| ----- | ------------------------ | --------------- | ---------------- | ----------------- | -- |
| 1     | DOM República Dominicana | 1               | 1                | 1                 | 3  |
| 2     | ARG Argentina            | 1               | 1                |                   | 2  |
| 3     | BRA Brasil               | 1               |                  |                   | 1  |
|       | CAN Canadá               | 1               |                  |                   | 1  |
| 5     | MEX México               |                 | 1                | 1                 | 2  |
| 6     | VEN Venezuela            |                 | 1                |                   | 1  |
| 7     | USA Estados Unidos       |                 |                  | 3                 | 3  |
| 8     | COL Colômbia             |                 |                  | 1                 | 1  |
|       | CUB Cuba                 |                 |                  | 1                 | 1  |
|       | ECU Equador              |                 |                  | 1                 | 1  |
| TOTAL | TOTAL                    | 4               | 4                | 8                 | 16 |